# Magnustritt

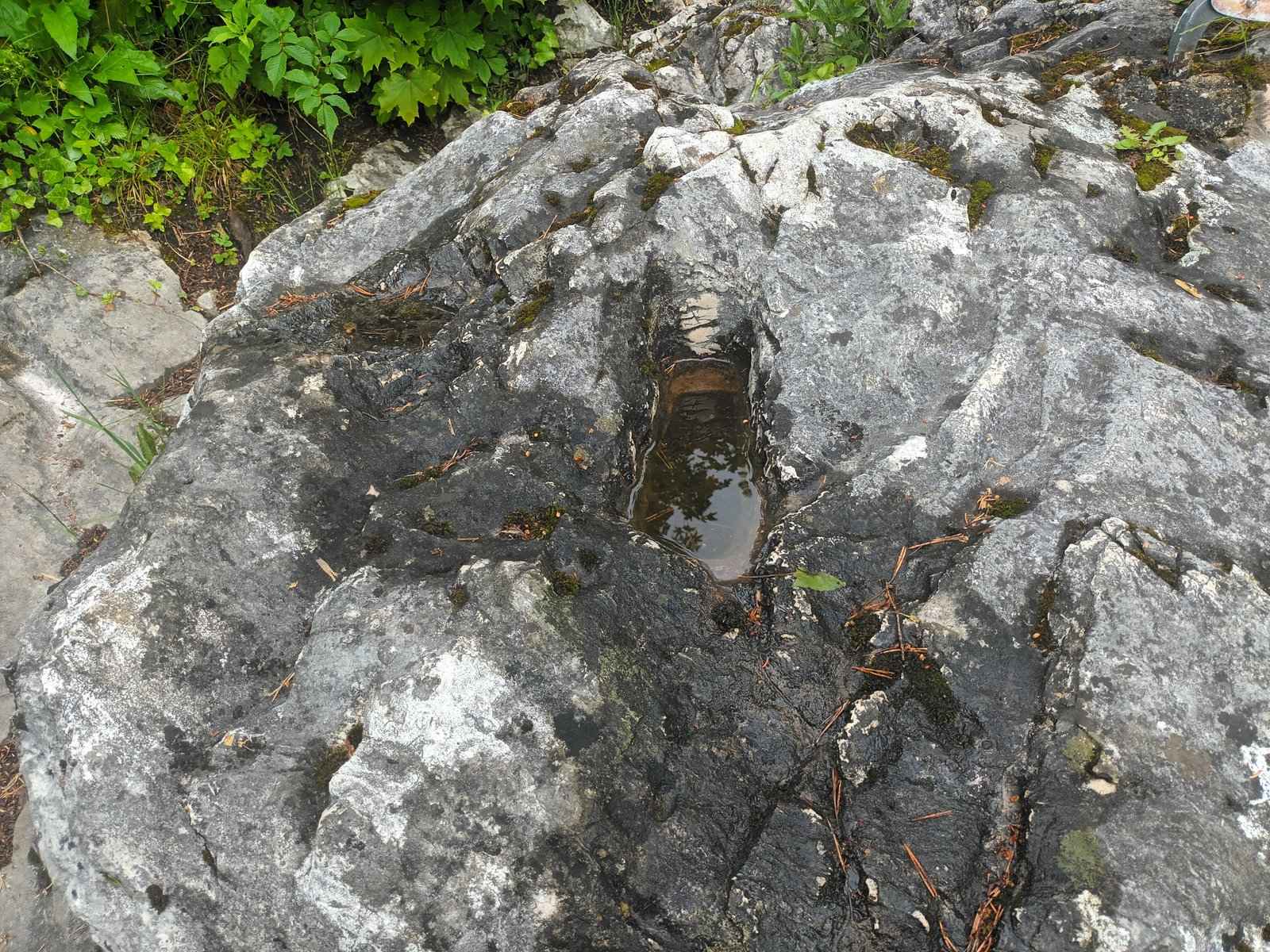
Der Magnustritt, in dem sich etwas Regenwasser angesammelt hat

Der Magnustritt ist eine schuhförmige Vertiefung in einem über die Füssener Lechschlucht ragenden Felsen. Er ist der Legende nach der Fußabdruck des hl. Magnus, den er auf der Flucht vor Dämonen beim Sprung über die Schlucht hinterließ.

## Lage
Der Magnustritt befindet sich auf dem Lusalten, einem am Hochufer der Füssener Lechschlucht gelegenen und in diese hineinragenden Felsen, knapp 100 Meter nördlich des Lechfalls. Am Lusalten vorbei führt die Tiroler Straße, von der aus man an einem mit einer Kette gesicherten, wenige Meter langen Steig auf den Felsen steigen kann. In der Felswand am schräg gegenüber liegenden Lechufer ist eine Nische mit einer Büste König Maximilians II. Der Lusalten ist beim Blick in die Lechklamm vom Maxsteg aus sichtbar, der beim Lechfall den Lech überquert.

## Geschichte

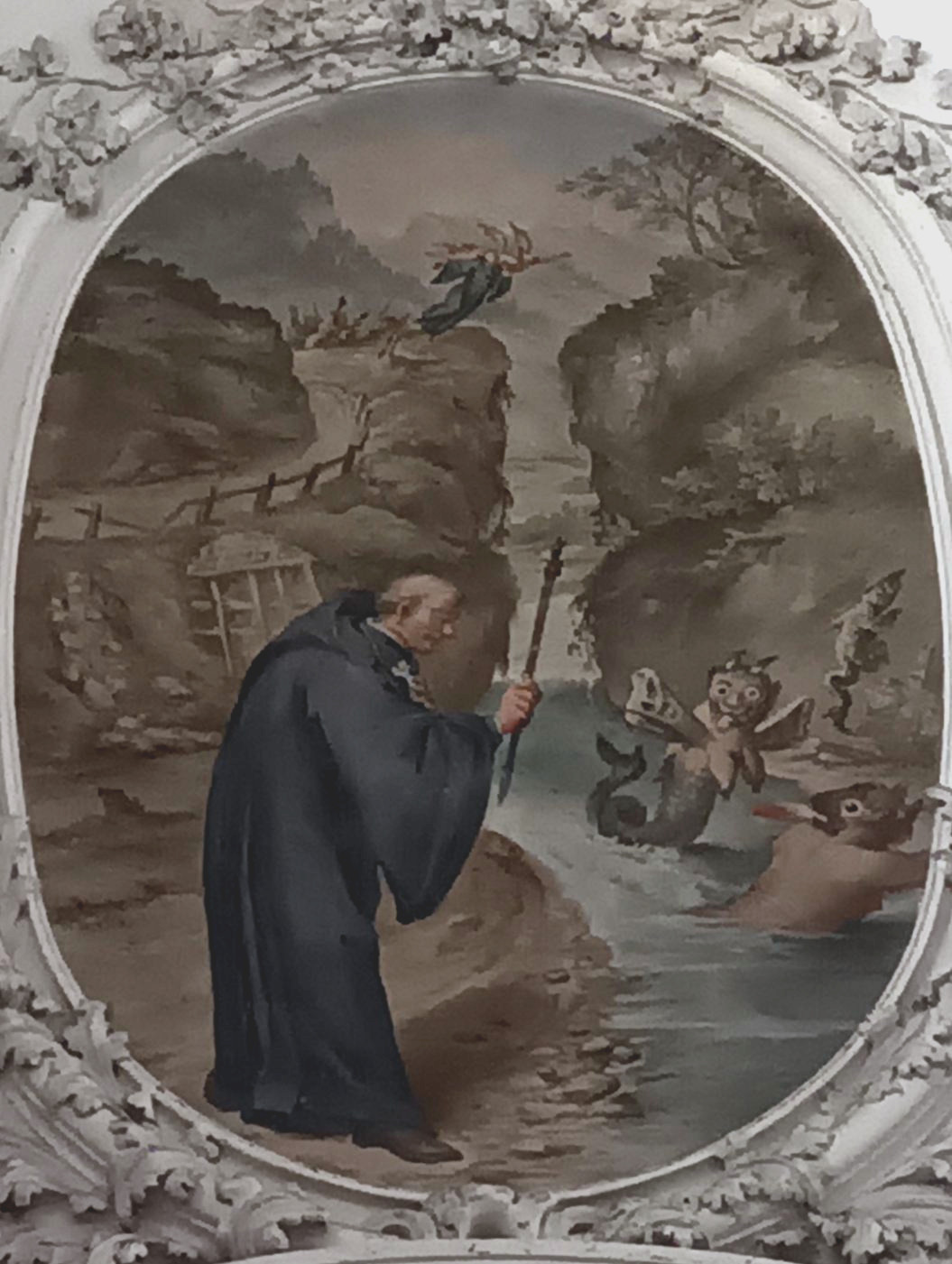
Fresko in der Kirche St. Mang: Magnus vertreibt Dämonen, oben springt er mithilfe eines Engels über die Schlucht

Die Bedeutung des Lusalten genannten Felsens als heiliger Ort reicht in vorchristliche Zeit zurück. Von Mönchen des Klosters St. Mang wurde der Name von Julii saltus hergeleitet, was auf eine ältere Legende hindeutet, nach der Julius Cäsar den Lech übersprungen habe und die auf den hl. Magnus umgedeutet wurde. Tatsächlich stammt der Name Lusalten aber aus vorgeschichtlicher Zeit.
In einer Fassung der Legende aus dem Jahr 980 ist davon die Rede, dass der Heilige am Lusalten Dämonen vertrieb, aber noch nicht von einem Sprung über die Schlucht. Um 1600 berichteten die Äbte Heinrich Ammann und Martin Stempfle von zwei Fußstapfen an gegenüberliegenden Seiten des Lechs, die jedoch mehrere Hundert Meter weiter flussabwärts waren. Auch auf den Fußstapfen am Lusalten gibt es Hinweise und dass das Volk dem sich darin ansammelnden Regenwasser Heilkräfte zuschrieb.
Abt Stempfle fügte dann die Geschichte, nach der Magnus beim Vertreiben von Dämonen mithilfe eines Engels über die Schlucht gesprungen sei, zur Legende des Heiligen hinzu. 1626 wurde ein Kreuz auf dem Lusalten aufgestellt. In der Folgezeit wurde von Wunderheilungen berichtet. Noch bis in das Jahr 1920 führten Wallfahrten zum Magnustritt.

## Beschreibung

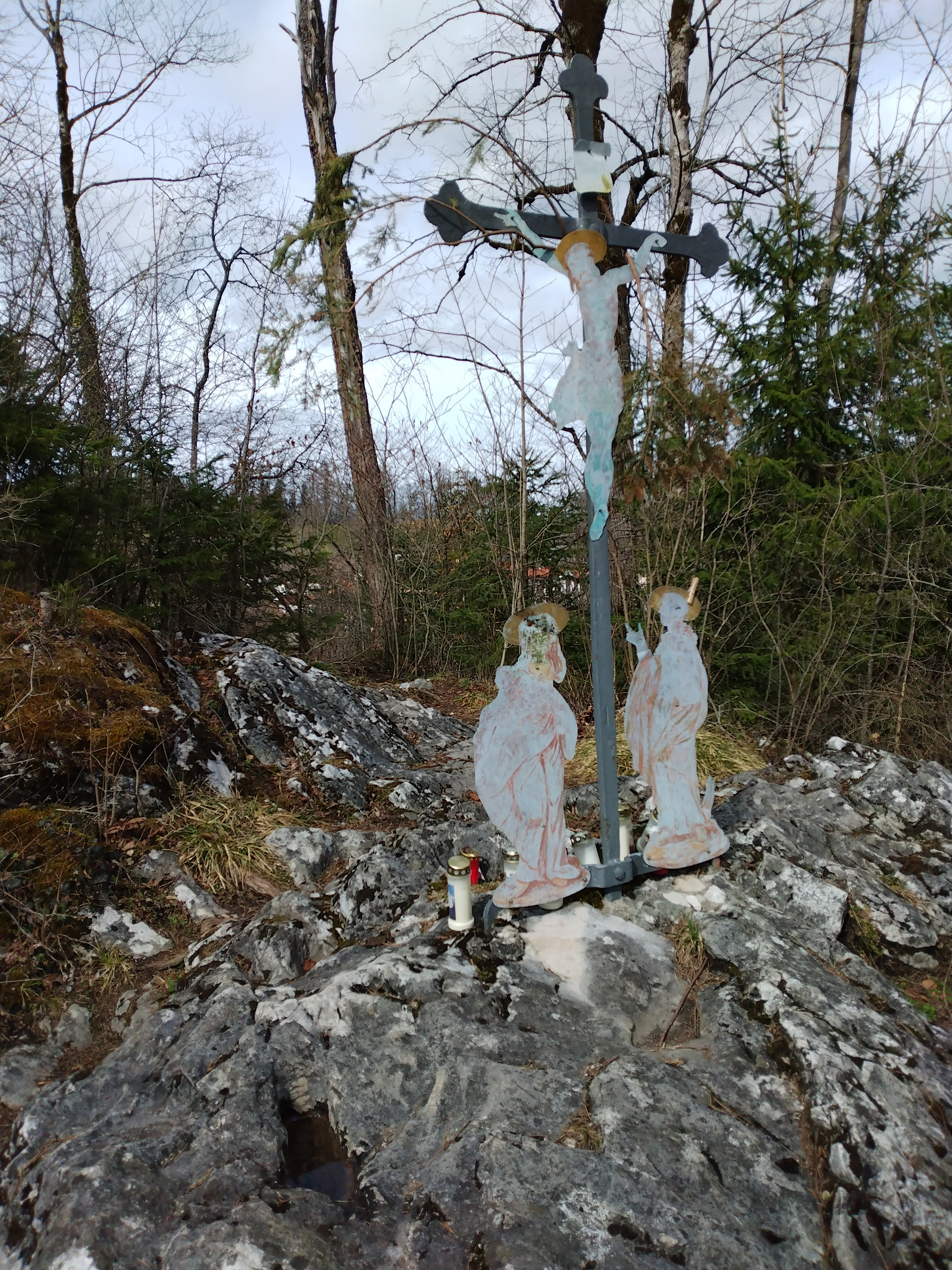
Der Magnustritt (vorne links) mit Kreuz

Der Magnustritt ist eine schuhförmige Vertiefung im Felsen, die vermutlich durch Auswitterung einer tertiären Riesenauster entstanden ist. Neben dem Magnustritt steht ein schmiedeeisernes Kreuz mit einer Kreuzigungsgruppe aus auf Blech gemalten, stark verblichenen Figuren. In der Buchreihe Bayerische Kunstdenkmale und in der Bayerischen Denkmalliste wird eine Bezeichnung mit 1726 bzw. 1730 angegeben.